# Élections législatives de 1876 dans les Ardennes
Les élections législatives de 1876 ont eu lieu les 20 février et 5 mars 1876

## Résultats à l'échelle du département
| Partis         | Partis                            | Premier tour | Premier tour | Deuxième tour | Deuxième tour | Sièges |
| Partis         | Partis                            | Voix         | %            | Voix          | %             | Sièges |
| -------------- | --------------------------------- | ------------ | ------------ | ------------- | ------------- | ------ |
|                | Centre-gauche                     | 27 203       | 41,68        | 5 982         | 39,68         | 3      |
|                | Union républicaine                | 11 382       | 17,44        | 5 518         | 36,60         | 1      |
|                | Bonapartistes                     | 10 776       | 16,51        |               |               | 1      |
|                | Constitutionnels, Orléanistes     | 8 671        | 13,29        | 3 576         | 23,72         | 0      |
|                | Gauche républicaine, Républicains | 7 021        | 10,76        |               |               | 0      |
|                | Monarchistes                      | 219          | 0,34         |               |               | 0      |
|                |                                   |              |              |               |               |        |
| Inscrits       | Inscrits                          | 87 900       | 100,00       | 17 663        | 100,00        | 5      |
| Votants        | Votants                           | 69 273       | 78,81        | 15 128        | 85,65         |        |
| Abstentions    | Abstentions                       | 18 627       | 21,19        | 2 535         | 14,35         |        |
| Blancs et nuls | Blancs et nuls                    | 3 999        | 5,77         | 52            | 0,34          |        |
| Exprimés       | Exprimés                          | 65 274       | 94,23        | 15 076        | 99,66         |        |

## Résultats par arrondissement

### Arrondissement de Mézières
| Candidats      | Candidats                                 | Étiquette                | Premier tour | Premier tour |
| Candidats      | Candidats                                 | Étiquette                | Voix         | %            |
| -------------- | ----------------------------------------- | ------------------------ | ------------ | ------------ |
|                | Gustave Gailly                            | Républicain conservateur | 12 570       | 96,37        |
|                | Jules François Riché                      | Bonapartiste             | 255          | 1,95         |
|                | Gaston Maximilien Louis Eugène de Béthune | Monarchiste              | 219          | 1,68         |
|                |                                           |                          |              |              |
| Inscrits       | Inscrits                                  | Inscrits                 | 22 853       | 100,00       |
| Votants        | Votants                                   | Votants                  | 16 461       | 72,03        |
| Abstention     | Abstention                                | Abstention               | 6 392        | 27,97        |
| Blancs et nuls | Blancs et nuls                            | Blancs et nuls           | 3 417        | 20,76        |
| Exprimés       | Exprimés                                  | Exprimés                 | 13 044       | 79,24        |

### Arrondissement de Rethel
| Candidats      | Candidats        | Étiquette                | Premier tour | Premier tour | Deuxième tour | Deuxième tour |
| Candidats      | Candidats        | Étiquette                | Voix         | %            | Voix          | %             |
| -------------- | ---------------- | ------------------------ | ------------ | ------------ | ------------- | ------------- |
|                | Théodore Karcher | Républicain radical      | 4 820        | 33,30        | 5 518         | 36,60         |
|                | Étienne Drumel   | Républicain conservateur | 4 207        | 29,06        | 5 982         | 39,68         |
|                | Crampon          | Constitutionnel          | 3 699        | 25,56        | 3 576         | 23,72         |
|                | Alfred Doury     | Républicain              | 1 749        | 12,08        |               |               |
|                |                  |                          |              |              |               |               |
| Inscrits       | Inscrits         | Inscrits                 | 17 663       | 100,00       | 17 663        | 100,00        |
| Votants        | Votants          | Votants                  | 14 630       | 82,83        | 15 128        | 85,65         |
| Abstention     | Abstention       | Abstention               | 3 033        | 17,17        | 2 535         | 14,35         |
| Blancs et nuls | Blancs et nuls   | Blancs et nuls           | 155          | 1,06         | 52            | 0,34          |
| Exprimés       | Exprimés         | Exprimés                 | 14 475       | 98,94        | 15 076        | 99,66         |

### Arrondissement de Rocroi
| Candidats      | Candidats               | Étiquette           | Premier tour | Premier tour |
| Candidats      | Candidats               | Étiquette           | Voix         | %            |
| -------------- | ----------------------- | ------------------- | ------------ | ------------ |
|                | Théophile Armand Neveux | Républicain radical | 6 562        | 68,70        |
|                | Vidal de Léry           | Orléaniste          | 2 989        | 32,30        |
|                |                         |                     |              |              |
| Inscrits       | Inscrits                | Inscrits            | 13 397       | 100,00       |
| Votants        | Votants                 | Votants             | 9 720        | 72,55        |
| Abstention     | Abstention              | Abstention          | 3 677        | 27,45        |
| Blancs et nuls | Blancs et nuls          | Blancs et nuls      | 169          | 1,74         |
| Exprimés       | Exprimés                | Exprimés            | 9 551        | 98,26        |

### Arrondissement de Sedan
| Candidats      | Candidats             | Étiquette                | Premier tour | Premier tour |
| Candidats      | Candidats             | Étiquette                | Voix         | %            |
| -------------- | --------------------- | ------------------------ | ------------ | ------------ |
|                | Auguste Philippoteaux | Républicain conservateur | 10 426       | 76,70        |
|                | Prosper Henry         | Bonapartiste             | 3 168        | 23,30        |
|                |                       |                          |              |              |
| Inscrits       | Inscrits              | Inscrits                 | 17 447       | 100,00       |
| Votants        | Votants               | Votants                  | 13 773       | 78,94        |
| Abstention     | Abstention            | Abstention               | 3 674        | 21,06        |
| Blancs et nuls | Blancs et nuls        | Blancs et nuls           | 179          | 1,30         |
| Exprimés       | Exprimés              | Exprimés                 | 13 594       | 98,70        |

### Arrondissement de Vouziers
| Candidats      | Candidats            | Étiquette          | Premier tour | Premier tour |
| Candidats      | Candidats            | Étiquette          | Voix         | %            |
| -------------- | -------------------- | ------------------ | ------------ | ------------ |
|                | Eugène de Ladoucette | Bonapartiste       | 7 353        | 50,33        |
|                | Léon Robert          | Républicain modéré | 5 274        | 36,10        |
|                | Gobron               | Constitutionnel    | 1 983        | 13,57        |
|                |                      |                    |              |              |
| Inscrits       | Inscrits             | Inscrits           | 16 540       | 100,00       |
| Votants        | Votants              | Votants            | 14 689       | 88,81        |
| Abstention     | Abstention           | Abstention         | 1 851        | 11,19        |
| Blancs et nuls | Blancs et nuls       | Blancs et nuls     | 79           | 0,54         |
| Exprimés       | Exprimés             | Exprimés           | 14 610       | 99,46        |